# Dahaisigrot
De Dahaisigrot is een grot in het zuidelijke deel van het Jemenitische eiland Socotra. Dahaisi is een verbastering van het Soqotri Di-Hesi en betekent "een kuil graven (voor water)".

## Geografie
De grot ligt op een hoogte van ongeveer 580 meter boven zeeniveau in de streek Hantiyoh aan het westelijke einde van Shibere op het Momiplateau. De grot ligt op ongeveer 7 kilometer van de zee en ongeveer 8 kilometer ten zuidwesten van de Hoqgrot.
De grot is omgeven door indrukwekkende bergformaties en is te bereiken over een bergpad vanuit het zuiden vanaf het Homhilplateau. De 10 meter brede en 5 meter hoge toegang tot de grot wordt deels aan het oog onttrokken door een overhangende Ficus socotrana (Socotrische vijgenboom). De hoofdgang van de grot heeft een breedte van ongeveer 5 meter en een hoogte van 2 meter en loopt over een lengte van 175 meter langzaam naar beneden naar het oosten om te eindigen bij een diepte die het hele jaar vol water staat en de naam van de grot verklaart. Deze gang is in vroegere tijden veel gebruikt door mensen, wat onder andere te zien is aan door mensen aangepaste druipstenen. 25 meter vanaf de ingang takt een veel nauwere gang af naar het oost-zuidoosten, die ook eindigt in een kleine ruimte. Deze gang wordt ook wel de "martelgalerij" genoemd. In de regentijd loopt een klein stroompje door dit deel van de grot naar beneden.

## Geologie
De grot ligt in een karstformatie. De droge hoofdgang is een fossiel restant van vroegere meer vochtigere geologische perioden op het eiland. Er bevinden zich een aantal niet meer groeiende grote druipstenen en afzettingen van conglomeraten, die naar eerdere periodes van erosie in de karstformatie verwijzen. De nattere nevengang is nog onderhevig aan hydrologische processen.

## Rotstekeningen
In 1993 werd de grot voor het eerst onderzocht door wetenschappers. In zowel de Dahaisi- als de Hoqgrot zijn prehistorische rotstekeningen gevonden, maar deze lijken ondanks de nabijheid van beide grotten van verschillende herkomst te zijn. Waar de Hoqgrot blijkens deze tekeningen door overzeese zeelieden en handelaren bezocht werd, zijn de tekeningen in de Dahaisigrot vermoedelijk vooral van lokale bewoners afkomstig. Op ongeveer 70 meter van de ingang bevinden zich enkele grotendeels vergane rotstekeningen van geometrische vormen en kruisen. De meeste rotstekeningen in de Dahaisigrot bevinden zich bij het waterbekken aan het einde van de hoofdgang van de grot. De belangrijkste bevinden zich op drie vlakken op de oostelijke, westelijke en zuidelijke randen en zijn gemaakt met houtskool of een ander donker organisch materiaal.
Op de zuidelijke rand zijn menselijke en dierlijke figuren, geometrische vormen, een Arabische sjahada, Latijnse en Griekse (mogelijk Nestoriaanse) kruizen en 2 schepen getekend: een éénmaster en een driemaster. Het aantal kruizen zou kunnen wijzen op een plaats van aanbidding of heiligdom op deze plek. Een aantal kruisen is later deels uitgewist. Op de oostelijke wand bevinden zich soortgelijke symbolen. Op de westelijke wand is een serie geometrische figuren te zien, die mogelijk een plattegrond is van een aantal muren in het landschap nabij de grot, die mogelijk gebruikt werden als afscheiding tussen stamgebieden of eigendomsgrenzen.
De rotstekeningen zijn vermoedelijk tijdens vier fasen gemaakt tussen de 1e eeuw v. Chr. en de 15e eeuw. Deze lange periode wijst erop dat de grot door de aanwezigheid van water een belangrijk ontmoetingspunt moet zijn geweest.